# Hermann Fernau
Hermann Fernau (né Hermann Latt en 1883 ou 1884 à Breslau et mort en 1935) était un écrivain, un journaliste, un homme politique et un militant pacifiste allemand.
Installé à Paris à partir de 1903, il doit s'exiler en Suisse en 1915 où autour d'autres pacifistes tel que Richard Grelling il se prononce ouvertement contre l'Allemagne qui selon lui porte la responsabilité de la guerre.
Son ouvrage Précisément parce que je suis allemand! paru en mars 1916 expose d'abord les raisons pour lesquelles le livre J'accuse, de Richard Grelling paru en Allemagne en 1915, a été interdit, et dénonce ensuite les réactions allemandes officielles le qualifiant de pamphlet au lieu de chercher des preuves contraires à celles apportées par l'auteur anonyme.
Il a laissé d'autres ouvrages politiques comme  Allemands ! En avant vers la démocratie !,1917, La vérité allemande devant l'histoire par un citoyen allemand, 1917, Das Königstum ist des krieg (Le royaume est la guerre), 1918 ; des articles de presse comme Wie Preussens Verfassung entstand (Comment la constitution de la Prusse est née), 1917, Offener Brief an die Machthaber der Westmächte (Lettre ouverte aux dirigeants des puissances occidentales), 1916.
Il a interviewé notamment Romain Rolland le 1er juillet 1917.